# 강도기사

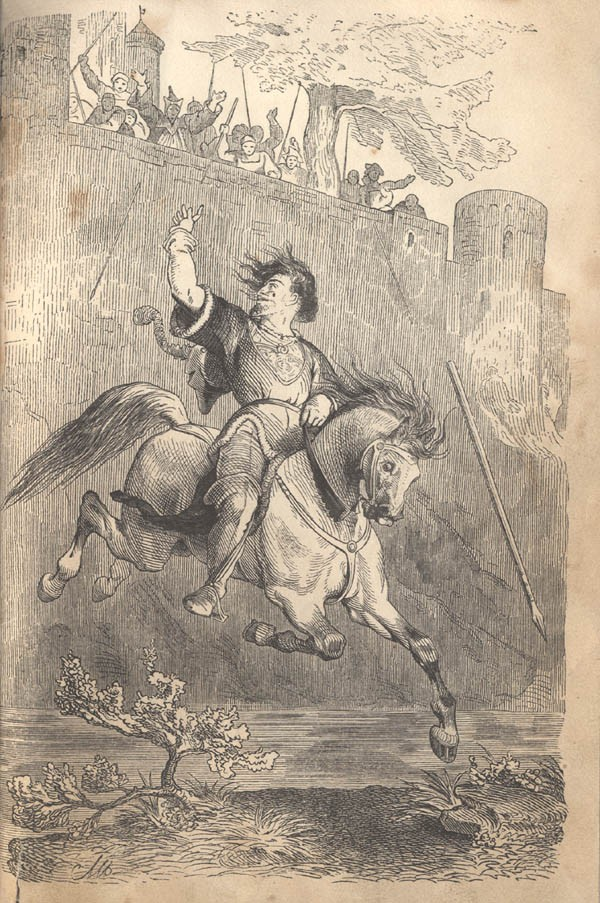
전설적인 강도기사 에펠라인 폰 갈링겐.

강도기사(독일어: Raubritter 라우프리터[*])란 신성로마제국에서 터무니없이 높은 통행세를 매겨 폭리를 취하던 봉건지주들을 말한다. 일부는 문자 그대로 강도질을 하기도 했다.:3 "강도기사"라는 말 자체는 1810년에 프리드리히 고트샤크가 고안한 것이다.
강도기사들은 특히 라인강 수운 지역에서 성행했는데, 날강도 수준의 통행세를 매기는 이들의 행동은 원래 상급 봉신계약의 규범을 어기는 것이었다. 그래서 강도기사들의 톨게이트는 신성로마황제가 부재하던 대공위시대(1250년-1273년)에 특히 난립했다. 비슷하게 잉글랜드 왕국에서도 무정부내전 당시 소영주들이 곧 법이 되어 할거하는 현상이 나타났다.

## 같이 보기
- 강도남작
- 지대추구